# Halowe Mistrzostwa Europy w Lekkoatletyce 2019 – pchnięcie kulą kobiet
Pchnięcie kulą kobiet – jedna z konkurencji technicznych rozgrywanych podczas halowych lekkoatletycznych mistrzostw Europy w hali Emirates Arena w Glasgow. Tytułu mistrzyni sprzed dwóch lat nie obroniła Węgierka Anita Márton, która tym razem zdobyła brązowy medal.

## Terminarz
| Data    | Godzina |              |
| ------- | ------- | ------------ |
| 1 marca | 19:02   | Kwalifikacje |
| 3 marca | 12:20   | Finał        |

## Statystyka

### Rekordy
Tabela prezentuje halowy rekord świata, rekord Europy w hali, rekord halowych mistrzostw Europy, a także najlepsze osiągnięcia w hali w Europie i na świecie w sezonie 2019 przed rozpoczęciem mistrzostw.
|                                               | Zawodniczka         | Wynik | Miejsce           | Data                |
| --------------------------------------------- | ------------------- | ----- | ----------------- | ------------------- |
| Rekord świata                                 | Helena Fibingerová  | 22,50 | Jablonec nad Nysą | 19 lutego 1977(dts) |
| Rekord Europy                                 | Helena Fibingerová  | 22,50 | Jablonec nad Nysą |                     |
| Rekord mistrzostw Europy                      | Helena Fibingerová  | 21,46 | San Sebastián     | 13 maja 1977(dts)   |
| Najlepszy wynik na świecie w 2019 roku (hala) | Christina Schwanitz | 19,54 | Lipsk             | 19 lutego 2019(dts) |
| Najlepszy wynik w Europie w 2019 roku (hala)  | Christina Schwanitz | 19,54 | Lipsk             | 19 lutego 2019(dts) |

### Najlepsze wyniki w Europie
Poniższa tabela przedstawia 10 najlepszych rezultatów na Starym Kontynencie w sezonie 2019 przed rozpoczęciem mistrzostw.

W zestawieniu nie ujęto rosyjskich lekkoatletek zawieszonych z powodu afery dopingowej, z wyłączeniem startujących w mistrzostwach jako autoryzowani lekkoatleci neutralni.
| Pozycja | Zawodniczka          | Reprezentacja | Wynik | Data                  | Miejsce    |
| ------- | -------------------- | ------------- | ----- | --------------------- | ---------- |
| 1.      | Christina Schwanitz  | Niemcy        | 19,54 | 19 lutego 2019(dts)   | Lipsk      |
| 2.      | Radosława Mawrodiewa | Bułgaria      | 19,09 | 2 lutego 2019(dts)    | Sofia      |
| 3.      | Alona Dubicka        | Białoruś      | 18,94 | 29 stycznia 2019(dts) | Mohylew    |
| 4.      | Anita Márton         | Węgry         | 18,64 | 9 lutego 2019(dts)    | Budapeszt  |
| 5.      | Fanny Roos           | Szwecja       | 18,61 | 17 lutego 2019(dts)   | Norrköping |
| 6.      | Dimitriana Surdu     | Mołdawia      | 18,52 | 16 lutego 2019(dts)   | Stambuł    |
| 7.      | Klaudia Kardasz      | Polska        | 18,28 | 6 lutego 2019(dts)    | Toruń      |
| 8.      | Wiktoryja Kołb       | Białoruś      | 18,22 | 18 stycznia 2019(dts) | Mińsk      |
| 9.      | Alena Abramczuk      | Białoruś      | 18,20 | 18 stycznia 2019(dts) | Mińsk      |
| 10.     | Paulina Guba         | Polska        | 18,10 | 4 lutego 2019(dts)    | Łódź       |

Pogrubioną czcionką oznaczono zawodniczki, które wystartowały na mistrzostwach.

## Rezultaty

### Kwalifikacje
Do kwalifikacji przystąpiło 17 miotaczek. Awans do finału dawało osiągnięcie odległości 18,20 m (Q) lub zajęcie jednego z pierwszych ośmiu miejsc (q).
Opracowano na podstawie materiału źródłowego.
| Poz. | Zawodniczka          | Reprezentacja   | #1    | #2    | #3    | Rezultat | Uwagi |
| ---- | -------------------- | --------------- | ----- | ----- | ----- | -------- | ----- |
| 1.   | Christina Schwanitz  | Niemcy          | 19,09 | –     | –     | 19,09    | Q     |
| 2.   | Radosława Mawrodiewa | Bułgaria        | 18,85 | –     | –     | 18,85    | Q     |
| 3.   | Alona Dubicka        | Białoruś        | 18,17 | 18,68 | –     | 18,68    | Q     |
| 4.   | Klaudia Kardasz      | Polska          | 17,15 | 17,13 | 18,63 | 18,63    | Q,    |
| 5.   | Sara Gambetta        | Niemcy          | 18,17 | x     | 16,93 | 18,17    | q,    |
| 6.   | Alina Kenzel         | Niemcy          | 17,63 | 18,09 | x     | 18,09    | q,    |
| 7.   | Anita Márton         | Węgry           | 18,05 | 17,79 | x     | 18,05    | q     |
| 8.   | Fanny Roos           | Szwecja         | 17,79 | x     | 17,60 | 17,79    | q     |
| 9.   | Dimitriana Surdu     | Mołdawia        | 17,19 | 17,65 | x     | 17,65    |       |
| 10.  | Sophie McKinna       | Wielka Brytania | 16,85 | 17,19 | 17,18 | 17,18    |       |
| 11.  | Wiktoryja Kołb       | Białoruś        | 16,93 | 17,11 | 16,88 | 17,11    |       |
| 12.  | Alena Abramczuk      | Białoruś        | 16,92 | x     | x     | 16,92    |       |
| 13.  | Olha Hołodna         | Ukraina         | 16,07 | 15,83 | 16,91 | 16,91    | SB    |
| 14.  | Amelia Strickler     | Wielka Brytania | x     | 16,81 | 16,26 | 16,81    |       |
| 15.  | Emel Dereli          | Turcja          | 16,79 | x     | x     | 16,79    |       |
| 16.  | Frida Åkerström      | Szwecja         | 16,52 | x     | 15,81 | 16,52    |       |
| 17.  | Úrsula Ruiz          | Hiszpania       | x     | 16,34 | 16,41 | 16,41    |       |

### Finał
Opracowano na podstawie materiału źródłowego.
| Poz. | Zawodniczka          | Reprezentacja | Próby | Próby | Próby | Próby | Próby | Próby | Wynik | Uwagi |
| Poz. | Zawodniczka          | Reprezentacja | 1     | 2     | 3     | 4     | 5     | 6     | Wynik | Uwagi |
| ---- | -------------------- | ------------- | ----- | ----- | ----- | ----- | ----- | ----- | ----- | ----- |
| 01 ! | Radosława Mawrodiewa | Bułgaria      | 18,74 | 18,49 | 18,60 | 19,01 | 19,12 | 18,96 | 19,12 | PB    |
| 02 ! | Christina Schwanitz  | Niemcy        | 18,77 | 18,67 | 19,11 | x     | x     | 18,83 | 19,11 |       |
| 03 ! | Anita Márton         | Węgry         | 18,37 | 18,25 | 19,00 | 18,68 | 18,45 | 18,61 | 19,00 | SB    |
| 4.   | Alona Dubicka        | Białoruś      | 17,61 | 18,44 | 18,01 | 18,71 | 18,43 | 17,97 | 18,71 |       |
| 5.   | Klaudia Kardasz      | Polska        | 18,17 | 18,23 | 17,89 | 18,20 | 17,75 | x     | 18,23 |       |
| 6.   | Fanny Roos           | Szwecja       | 18,21 | 18,10 | x     | x     | x     | 17,64 | 18,21 |       |
| 7.   | Sara Gambetta        | Niemcy        | 17,60 | x     | 17,51 | x     | x     | x     | 17,60 |       |
| 8.   | Alina Kinzel         | Niemcy        | 17,55 | 17,35 | x     | x     | x     | x     | 17,55 |       |